# Arsenic triiodide
Arsenic triiodide' là một hợp chất vô cơ với thành phần chính gồm hai nguyên tố arsenic và iod, với công thức hóa học được quy định là AsI3. Hợp chất này là một chất rắn màu đỏ đậm và dễ dàng thăng hoa. Đây là một phân tử hình chóp rất hữu ích cho việc chế tạo các hợp chất arsenic hữu cơ.

## Điều chế
Hợp chất này được điều chế bởi một phản ứng của arsenic trichloride và kali iodide, được miêu tả qua phản ứng:
AsCl3 + 3KI → AsI3 + 3KCl

## Phản ứng
Arsenic triiodide thủy phân chậm trong nước tạo thành diarsenic trioxide và acid hydroiodic. Phản ứng tiến triển thông qua sự tạo thành acid arsenic tồn tại trong trạng thái cân bằng với acid hydroiodic. Dung dịch nước có độ acid cao, pH dung dịch 0,1 N là 1,1. Nó phân hủy thành diarsenic trioxide, arsenic nguyên tố và iod khi nung trong không khí ở 200 ℃. Sự phân hủy bắt đầu ở 100 ℃ và xảy ra với sự giải phóng iod.

## Ứng dụng
Với giải pháp của Liam Donnelly, hợp chất arsenic triiodide từng được khuyến khích sử dụng để điều trị nhiều chứng bệnh như chứng thấp khớp, viêm khớp, sốt rét, nhiễm trùng trypanosome, bệnh lao và bệnh tiểu đường.